# Carmen Giannattasio
Carmen Giannattasio (née à Avellino, en Italie, le 24 avril 1975) est une chanteuse soprano italienne ,.

## Biographie

### Formation et premières expériences
Née à Avellino et élevée à Solofra, elle a terminé ses études de chant au Conservatoire Domenico Cimarosa d' Avellino, diplômée en même temps en Langues et Littératures Étrangères (littératures russe et anglaise) à l'Université de Salerne. Puis, de 1999 à 2001, elle a fréquenté l'Accademia di Perfezionamento du Teatro alla Scala de Milan.

### Carrière internationale
Giannattasio a travaillé avec de nombreux chefs d'orchestre internationaux de renom dont Maurizio Benini , Semyon Bychkov , Roland Boer, Sir Colin Davis , Plácido Domingo , Dan Ettingerá, Asher Fisch , Riccardo Frizza , Daniele Gatti , Michel Plasson , René Jacobs , Riccardo Muti , Daniel Oren , Zubin Mehta , Myung-whun Chung , Antonio Pappano , Michele Mariotti et David Parry .
En 2012, elle fait ses débuts au Royal Opera House , à Covent Garden en tant que Mimi dans la production de John Copley de La boheme  et à son Metropolitan Opera, New York, en tant que Leonora dans la production de David McVicar de Il trovatore.  La même année, elle a également fait ses débuts à l'Arena di Verona dans la production de Zeffirelli de Don Giovanni de Mozart avec Ildebrando D'Arcangelo. En décembre 2012, elle est acclamée à Naples dans le rôle de Violetta dans La Traviata sous la direction du chef d'orchestre turc Ferzan Ozpetek.

### Distinction
En 2002, elle remporte le premier prix du public au concours Operalia à Paris,.
Le 28 février 2017, elle a reçu l'honneur de Chevalier de l' Ordre de l'Étoile de la République italienne.

## Répertoire
| Rôle                              | Titre                                                | Auteur      |
| --------------------------------- | ---------------------------------------------------- | ----------- |
| Imogène                           | Le pirate                                            | Bellini     |
| Norma                             | Norma                                                | Bellini     |
| Micaela                           | Carmen                                               | Bizet       |
| Marguerite                        | Méphistophélès                                       | Boito       |
| Deuxième petite-fille de ma tante | Peter Grimes                                         | Britten     |
| Jouvenot                          | Adriana Lecouvreur                                   | Cilea       |
| Stellidaura                       | Quiconque s'habille des autres se déshabille bientôt | Cimarosa    |
| Eugenia                           | Le mari désespéré                                    | Cimarosa    |
| Adelia                            | Ugo, comte de Paris                                  | Donizetti   |
| Parisina d'Este                   | Parisina d'Este                                      | Donizetti   |
| Elizabeth I                       | Maria Stuarda                                        | Donizetti   |
| Norina                            | Don Pasquale                                         | Donizetti   |
| Caterina Cornaro                  | Caterina Cornaro                                     | Donizetti   |
| l'amour                           | Orphée et Euridice                                   | Gluck       |
| Andromède                         | Persée et Andromède                                  | Ibert       |
| Hannah Glawari                    | Die lustige witwe                                    | Lehár       |
| Nedda                             | Pagliacci                                            | Leoncavallo |
| Salomé                            | Hérodiade                                            | Massenet    |
| Alice                             | Robert le diable                                     | Meyerbeer   |
| Minerva                           | Le retour d'Ulysse dans sa patrie                    | Monteverdi  |
| Poppée                            | Le couronnement de Poppée                            | Monteverdi  |
| Comtesse d'Almaviva               | Le mariage de Figaro                                 | Mozart      |
| Donna Elvira                      | Don Giovanni                                         | Mozart      |
| Vitellia                          | La clémence de Tito                                  | Mozart      |
| Tireur d'élite                    | La Cecchina                                          | Piccinni    |
| Fidelia                           | Edgar                                                | Puccini     |
| Mimi                              | la Bohème                                            | Puccini     |
| Floria Tosca                      | Tosca                                                | Puccini     |
| Liù                               | Turandot                                             | Puccini     |
| Hermione                          | Hermione                                             | Rossini     |
| Elena                             | La Dame du lac                                       | Rossini     |
| Anna Erisso                       | Mohammed deuxième                                    | Rossini     |
| Madame Cortese                    | Le voyage à Reims                                    | Rossini     |
| Juliette de Kelbar                | Un jour de règne                                     | Verdi       |
| Giovanna                          | Giovanna D'Arco                                      | Verdi       |
| Amalia                            | Les voleurs                                          | Verdi       |
| Gulnara                           | Le corsaire                                          | Verdi       |
| Leonora                           | Le Troubadour                                        | Verdi       |
| Violet Valery                     | La Traviata                                          | Verdi       |
| Amelia Grimaldi                   | Simon Boccanegra                                     | Verdi       |
| Amelia                            | Un bal masqué                                        | Verdi       |
| Desdemona                         | Othello                                              | Verdi       |
| Mme Alice Ford                    | Falstaff                                             | Verdi       |

## Enregistrements

### Enregistrements remarqués
| Année | Rôle du titre                       | autres interprètes                                    | chef d'orchestre  | Étiquette   |
| ----- | ----------------------------------- | ----------------------------------------------------- | ----------------- | ----------- |
| 2003  | Ugo, comte de Paris : Adelia        | Yasu Nakajima, Doina Dimitriu, Deyan Vatchkov         | Antonino Fogliani | Dynamique   |
|       | Le mari désespéré : Eugenia         | Bruno De Simone, Marianna Pizzolato, Juan José Lopera | Antonino Fogliani | Bongiovanni |
| 2005  | La dame du lac : Elena              | Patricia Bardon, Kenneth Tarver, Gregory Kunde        | Maurizio Benini   | Opera Rara  |
| 2008  | Parisina d'Este : Parisina d'Este   | Josè Bros, Dario Solari, Nicola Ulivieri              | David Parry       | Opera Rara  |
| 2010  | Ermione : Ermione                   | Colin Lee, Paul Nilon, Patricia Bardon                | David Parry       | Opera Rara  |
| 2012  | Le pirate : Imogene                 | Josè Bros, Ludovic Tézier, Brindley Sherratt          | David Parry       | Opera Rara  |
| 2013  | Caterina Cornaro : Caterina Cornaro | Colin Lee,Troy Cook                                   | David Parry       | Opera Rara  |

### Autres enregistrements
- 2009 : Verdi: Requiem - Carmen Giannattasio / Veronica Simeoni / Alxander Timchenko / Carlo Colombara / St. Orchestre philharmonique de Pétersbourg / Yuri Temirkanov , Signum
- 2011 : Rossini de La donna del lago et Ermione (qui a remporté 2011 Le Gramophone Award);  Donizetti « s Parisina d'Este ; et Bellini de Il Pirata, Opera Rara
- 2013 : Meyerbeer: Robert le Diable - Bryan Hymel / Martial Defontaine / Carmen Giannattasio / Patrizia Ciofi / Alastair Miles / Carlo Striuli / Francesco Pittari / Chœur du Teatro dell'Opera di Salerno / Luigi Petrozziello / Orchestre Symphonique du Teatro Verdi, Salerno / Daniel Oren, Brillant (Elle interprète le rôle d'Alice)

### Vidéographie
- 2005 : Gran Teatro La Fenice performance Maometto Secondo  de Rossini sorti en DVD de Dynamic .
- 2010 : Spectacle du Teatro Comunale di Bologna de 2008  Simon Boccanegra  de Verdi sorti en Blu-ray de Arthaus Musik
- 2012-2015 : La traviata mis en scène par Ferzan Özpetek au Teatro di San Carlo est sorti en PAL DVD de CG Entertainment

## Autres projets
- Wikimedia Commons contient des images ou d'autres fichiers sur Carmen Giannattasio